# Andrej Bagar
Andrej Bagar (ur. 29 października 1900 w Trenczyńskich Cieplicach, zm. 31 lipca 1966 w Bratysławie) – czechosłowacki aktor filmowy. W okresie od 1935 do 1965 wystąpił w 16 filmach. Od 1979 r. jego imię nosi Teatr w Nitrze.

## Filmografia
- 1935 – Milan Rastislav Štefánik
- 1936 – Janosik
- 1947 – Varúj...!
- 1948 – Diabelska ściana
- 1951 – Walka skończy się jutro...